# Sweden Hockey Games 2024
Beijer Hockey Games 2024 se konaly od 8. do 11. února 2024 v Karlstadu. Turnaje se zúčastnily reprezentace Česka, Švýcarska, Finska a Švédska. Pět utkání se odehrálo v Löfbergs Aréně, v Karlstadu. Zápas mezi Švýcarskem a Finskem v Swiss Life Areně v Curychu.

## Zápasy
| 8. února 2024 18:00 | Švýcarsko | 2 : 4 (0:1, 1:0, 3:1) | Finsko | Swiss Life Arena, Curych Návštěvnost: 2585 |  |

| Report                                           |                                                  |                         | |                                                                                |
| Joren van Pottelberghe                           | Joren van Pottelberghe                           | Brankáři                | Emil Larmi | Rozhodčí: Jiří Ondráček Christoffer Holm Čároví: Gustav Jonsson Emil Yletyinen |
| Bader (Rochette) 01:26' Marchon (Glauser) 53:40' | Bader (Rochette) 01:26' Marchon (Glauser) 53:40' | 1:0 1:1 1:2 1:3 2:3 2:4 | 29:53' Erholtz (Hyry) 47:31' Jääskä (Kemiläinen, Vittasmäki) 52:16' Kaski (Sund, Puistola) 54:46' Huuhtanen (Puistola) | Rozhodčí: Jiří Ondráček Christoffer Holm Čároví: Gustav Jonsson Emil Yletyinen |
| 4 min                                            | 4 min                                            | Tresty                  | 4 min | Rozhodčí: Jiří Ondráček Christoffer Holm Čároví: Gustav Jonsson Emil Yletyinen |
| 28                                               | 28                                               | Střely                  | 23 | Rozhodčí: Jiří Ondráček Christoffer Holm Čároví: Gustav Jonsson Emil Yletyinen |

| 8. února 2024 19:00 | Česko | 1 : 4 (1:2, 0:0, 0:2) | Švédsko | Löfbergs Arena, Karlstad Návštěvnost: 6621 |  |

| Report                      |                             |                     | |                                                                                |
| Jakub Málek                 | Jakub Málek                 | Brankáři            | Marcus Högberg | Rozhodčí: Riku Brander Michael Tscherrig Čároví: Ludvig Lundgren Jiří Ondráček |
| Růžička (Rychlovský) 07:22' | Růžička (Rychlovský) 07:22' | 1:0 1:1 1:2 1:3 1:4 | 17:46' Johansson 18:56' Sylvegård (Wallmark, Sörensen) 45:27' de la Rose (Frödén, Nemeth) 52:22' Ejdsell (Strömwall) | Rozhodčí: Riku Brander Michael Tscherrig Čároví: Ludvig Lundgren Jiří Ondráček |
| 6 min                       | 6 min                       | Tresty              | 8 min | Rozhodčí: Riku Brander Michael Tscherrig Čároví: Ludvig Lundgren Jiří Ondráček |
| 13                          | 13                          | Střely              | 26 | Rozhodčí: Riku Brander Michael Tscherrig Čároví: Ludvig Lundgren Jiří Ondráček |

| 10. února 2024 12:00 | Finsko | 4 : 2 (1:0, 2:1, 1:1) | Česko | Löfbergs Arena, Karlstad Návštěvnost: 3 147 |  |

| Report                                                                                                | |                         |                                                      |                                                                               |
| Lassi Lehtinen                                                                                        | Lassi Lehtinen                                                                                        | Brankáři                | Šimon Zajíček                                        | Rozhodčí: Mikael Holm Michael Tscherrig Čároví: Emil Yletyinen Gustav Jonsson |
| Hyry (Erholtz, Jääskä) 03:18' Erholtz (Luoto) 24:01' Nurmi (Kaski, Borgström) 38:02' Björninen 50:30' | Hyry (Erholtz, Jääskä) 03:18' Erholtz (Luoto) 24:01' Nurmi (Kaski, Borgström) 38:02' Björninen 50:30' | 1:0 2:0 2:1 3:1 3:2 4:2 | 29:50' Kovář (Rychlovský, Radil) 48:23' Kaše (Horák) | Rozhodčí: Mikael Holm Michael Tscherrig Čároví: Emil Yletyinen Gustav Jonsson |
| 6 min                                                                                                 | 6 min                                                                                                 | Tresty                  | 6 min                                                | Rozhodčí: Mikael Holm Michael Tscherrig Čároví: Emil Yletyinen Gustav Jonsson |
| 24 | 24 | Střely                  | 27                                                   | Rozhodčí: Mikael Holm Michael Tscherrig Čároví: Emil Yletyinen Gustav Jonsson |

| 10. února 2024 16:00 | Švédsko | 5 : 2 (3:0, 2:0, 0:2) | Švýcarsko | Löfbergs Arena, Karlstad Návštěvnost: 7 503 |  |

| Report | |                             |                                                                 |                                      |
| Filip Larsson | Filip Larsson | Brankáři                    | Stéphane Charlin                                                | Rozhodčí: Riku Brander Jiří Ondráček |
| Nygärd (Heed) 05:10' Hardegärd (Ejdsell) 13:32' Lindberg (Ejdsell, Heed) 19:45' Strömwall (Lindberg) 24:45' Frödén (Tömmernes) 29:15' | Nygärd (Heed) 05:10' Hardegärd (Ejdsell) 13:32' Lindberg (Ejdsell, Heed) 19:45' Strömwall (Lindberg) 24:45' Frödén (Tömmernes) 29:15' | 1:0 2:0 3:0 4:0 5:0 5:1 5:2 | 43:49' Senteler (Moy, Scherwey) 59:30' Kessler (Schmutz, Kreis) | Rozhodčí: Riku Brander Jiří Ondráček |
| 6 min | 6 min | Tresty                      | 33 min                                                          | Rozhodčí: Riku Brander Jiří Ondráček |
| 23 | 23 | Střely                      | 18                                                              | Rozhodčí: Riku Brander Jiří Ondráček |

| 11. února 2024 12:00 | Švýcarsko | 3 : 5 (1:0, 1:2, 1:3) | Česko | Löfbergs Arena, Karlstad Návštěvnost: 2 672 |  |

| Report                                                          |                                                                 |                                 | |                                                                             |
| Connor Hughes                                                   | Connor Hughes                                                   | Brankáři                        | Jakub Málek | Rozhodčí: Riku Brander Mikael Holm Čároví: Ludvig Lundgren Rasmus Strömberg |
| Simic (Bader) 14:37' Marchon (Fora) 39:57' Moy (Stadler) 43:33' | Simic (Bader) 14:37' Marchon (Fora) 39:57' Moy (Stadler) 43:33' | 1:0 1:1 1:2 2:2 3:2 3:3 3:4 3:5 | 32:59' Zámorský (Flynn) 38:23' Voženílek (Král) 50:11' Kaše 52:33' Hájek (Gazda) 58:57' Voženílek (do prázdné branky) | Rozhodčí: Riku Brander Mikael Holm Čároví: Ludvig Lundgren Rasmus Strömberg |
| 6 min                                                           | 6 min                                                           | Tresty                          | 2 min | Rozhodčí: Riku Brander Mikael Holm Čároví: Ludvig Lundgren Rasmus Strömberg |
| 17                                                              | 17                                                              | Střely                          | 28 | Rozhodčí: Riku Brander Mikael Holm Čároví: Ludvig Lundgren Rasmus Strömberg |

| 11. února 2024 16:00 | Švédsko | 1 : 2 (0:1, 0:1, 1:0) | Finsko | Löfbergs Arena, Karlstad Návštěvnost: 8 250 |  |

| Report                                  |                                         |             |                                                                  |                                           |
| Marcus Högberg                          | Marcus Högberg                          | Brankáři    | Emil Larmi                                                       | Rozhodčí: Michael Tscherrig Jiří Ondráček |
| Hardegärd (Strömwall, Bengtsson) 44:58' | Hardegärd (Strömwall, Bengtsson) 44:58' | 0:1 0:2 1:2 | 04:58' Suomi (Repo, Kemiläinen) 37:24' Jormakka (Suomi, Kapanen) | Rozhodčí: Michael Tscherrig Jiří Ondráček |
| 4 min                                   | 4 min                                   | Tresty      | 6 min                                                            | Rozhodčí: Michael Tscherrig Jiří Ondráček |
| 36                                      | 36                                      | Střely      | 13                                                               | Rozhodčí: Michael Tscherrig Jiří Ondráček |

## Tabulka
| Poř. | Tým       | Z | V | VP | PP | P | VG | OG | B |
| ---- | --------- | - | - | -- | -- | - | -- | -- | - |
| 1.   | Finsko    | 3 | 3 | 0  | 0  | 0 | 10 | 5  | 9 |
| 2.   | Švédsko   | 3 | 2 | 0  | 0  | 1 | 10 | 5  | 6 |
| 3.   | Česko     | 3 | 1 | 0  | 0  | 2 | 8  | 11 | 3 |
| 4.   | Švýcarsko | 3 | 0 | 0  | 0  | 3 | 7  | 14 | 0 |